# Norman Bailey (chanteur)
Pour les articles homonymes, voir Norman Bailey et Bailey.
Norman Bailey (né le 23 mars 1933 à Birmingham et mort le 15 septembre 2021 à Rexburg (Idaho)) est un baryton britannique naturalisé américain, connu pour ses rôles dans les opéras de Wagner.